# زهرة الحواشي كبيرة العنق
زهرة الحواشي كبيرة العنق (باللاتينية: Veronica macrostachya) نوع نباتي يتبع جنس زهرة الحواشي من الفصيلة الحملية. كانت تصنف سابقًا ضمن الفصيلة الغدبية.

## الموئل والانتشار
موطنها المشرق العربي وتركيا.